# 1329
Пізнє Середньовіччя •  Реконкіста •  Ганза •  Авіньйонський полон пап •  Монгольська імперія

## Геополітична ситуація
Візантійську імперію очолив Андронік III Палеолог (до 1341). Імператором Священної Римської імперії
є Людвіг Баварський (до 1347). У Франції править Філіп VI Валуа (до 1350).
Апеннінський півострів розділений: північ належить Священній Римській імперії, середню частину займає Папська область, південь належить Неаполітанському королівству. Деякі міста півночі: Венеція, Піза, Генуя тощо, мають статус міст-республік. Триває боротьба гвельфів та гібелінів.
Майже весь Піренейський півострів займають християнські Кастилія і Леон, Арагонське королівство та Португалія, під владою маврів залишилися тільки землі на самому півдні. Едуард III королює в Англії (до 1377), Магнус Еріксон є королем Норвегії та Швеції (до 1364), а королем Данії — Вальдемар III (до 1330), королем Польщі — Владислав I Локетек (до 1333). У Литві править князь Гедимін (до 1341).
Руські землі перебувають під владою Золотої Орди. Почалося захоплення територій сучасних України й Білорусі Литвою. Галицько-Волинське князівство очолив Юрій II Болеслав (до 1340). Ярлик на володимирське князівство отримав московський князь Іван Калита.
Монгольська імперія займає більшу частину Азії, але вона розділена на окремі улуси, що воюють між собою. У Китаї, зокрема, править монгольська династія Юань. У Єгипті владу утримують мамлюки. Мариніди правлять у Магрибі. Делійський султанат є наймогутнішою державою Північної Індії, а на півдні Індії панують держава Хойсалів та держава Пандья. В Японії триває період Камакура.
Цивілізація мая переживає посткласичний період. Почали зароджуватися цивілізація ацтеків та інків.

## Події
- Королем Шотландії став Давид II.
- Англійський король Едуард III склав омаж французькому королю Філіпу VI як васал щодо Аквітанії.
- Папа римський Іван XXII засудив вчення майстра Екгарта як єретичне.
- Антипапа Миколай V відлучив папу Івана XXII від церкви.
- Турки-османи завдали поразки візантійським військам у битві біля Пелеканона. Як наслідок, візантійці відмовилися від спроб допомогти містам Анатолії, що потрапили в турецьку облогу.
- Туг-Темур повернув собі титул великого хана й китайського імператора після того, як тимчасово поступився братові Хошілі.

## Померли
- 7 червня — На 55-у році життя помер Роберт I Брюс.